# Kanton La Rochelle-1
La Rochelle-1 is een kanton van het Franse departement Charente-Maritime. Het kanton maakt deel uit van het arrondissement La Rochelle.
De indeling van de gemeente La Rochelle in kantons werd gewijzigd bij de hervorming door het decreet van 27 februari 2014, met uitwerking op 22 maart 2015.
Het kanton omvat sindsdien uitsluitend een (westelijk) deel van de gemeente La Rochelle.

Het kanton la Rochelle-1 vóór de hervorming van 2014/2015